# 国家司法考试
中华人民共和国的国家司法考试是依据《中华人民共和国法官法》、《中华人民共和国检察官法》、《中华人民共和国律师法》、《中华人民共和国公证法》及《国家司法考试实施办法》的有关规定並由司法部與各地司法厅（局）统一组织的从事特定法律职业的资格考试，考试合格授予《法律职业资格证书》。
国家司法考试始于2001年，在此之前僅有律师资格考试。根据现行的制度，除非在司法考试制度建立前就已经取得执业资格，否则要担任律师、法官、检察官和公证员，就必须通过统一司法考试。
根據新華社報導，2017年8月28日，包括法官法等在内的8部法律修正案草案提请十二届全国人大常委会第二十九次会议审议。这8部法律修正案草案所涉及的司法考试改革將停辦国家司法考试，改為国家统一法律职业资格考試，律师法修正案草案明确规定，舊有的国家统一司法考试合格证书、律师资格凭证，与国家统一法律职业资格证书具有同等效力。

## 有关机构
每年度的司法考试工作主要由司法部国家司法考试司与国家司法考试中心负责。

### 司法部国家司法考试司
司法部国家司法考试司由考试指导处、综合处、教育处三个部门组成，主要负责：
- 研究制定司法考试的工作规则和规范，制定国家司法考试的工作规章制度；
- 负责司法考试大纲编审；
- 管理指导司法考试考务工作，对考试工作进行监督；
- 指导开展司法考试的理论研究和国际交流；
- 审查授予《法律职业资格证书》，对取得资格证书者进行管理；
- 开展国家司法考试工作的信息化建设，指导地方司法行政机关组织国家司法考试工作。

### 国家司法考试中心
国家司法考试中心有由办公室、命题处、考务处、信息统计处和综合处组成，主要负责：
- 参与研究、草拟司法考试的工作计划和年度工作方案与国家司法考试工作规章、规范；
- 参与、协助司法考试大纲编审工作；
- 承担年度报名工作，汇总、分析全国报名数据和信息；
- 指导地方考区设置，汇总考点、考场设置；
- 建设司法考试题库；
- 制定命题方案，承担试卷的组拼、发送工作；
- 组织进行试卷的评判、成绩登录、分数复核和分数统计、分析工作；
- 承担司法考试考务工作的信息化建设；

## 历史
- 1994年，律师资格考试首次向港澳台地区开放，三地共有359人参加，台湾有三人通过考试。不久律考大门因为“配套设施没跟上”而关闭。[7]
- 2001年7月15日，最高法、最高检、司法部就国家对初任法官、检察官和取得律师资格实行统一司法考试制度有关问题联合发表公告。[8]
- 2001年10月30日，《国家司法考试实施办法（试行）》正式发布，自2002年1月1日起施行。[8]
- 2001年12月30日，司法部发布公告宣布首次国家司法考试定于2002年3月30、31日举行。[8]
- 2002年3月30日、31日两日，全国司法考试统一举行，共有36万余人参加考试。[8]
- 2005年9月17日，2005年国家司法考试顺利开考，港澳首设国家司法考试考场。[9]
- 2008年8月14日，司法部国家司法考试办公室发布的修订后的《国家司法考试实施办法》。[10]
- 2008年，2008年国家司法考试报名人数突破37万人，实际参考人数近32万人。当年，中国国家司法统一考试向台湾居民再次开放，据官方数据，当年有818名台湾人获准参加考试。[7]
- 2018年，新華社報導司法考试改革相關訊息，表示国家司法考试將停辦，改為国家统一法律职业资格考試。

## 考试资格
根据2008年颁布的《国家司法考试实施办法》，符合以下条件的人员，可以报名参加国家司法考试：
1. 具有中华人民共和国国籍；
2. 享有选举权和被选举权；
3. 具有完全民事行为能力；
4. 高等院校法律专业本科毕业或者高等院校非法律专业本科毕业或应届毕业生，部分地区可以放宽至高等院校法律专业专科毕业；[11]
5. 品行良好。

但是有下列情形之一的人员，不能报名参加国家司法考试，已经办理报名手续的，报名无效：
1. 因故意犯罪受过刑事处罚的；
2. 曾被国家机关开除公职或者曾被吊销律师执业证、公证员执业证的；
3. 被处以二年内不得报名参加国家司法考试期限未满或者被处以终身不得报名参加国家司法考试的。

## 考察形式
司法考试以各年度的《国家司法考试大纲》为命題來源，考试形式分为四卷：试卷一、试卷二、试卷三为机读式选择试题，试卷四为笔答式实例分析试题，实行全国统一评卷。每一卷具体的考察内容是：

## 考试时间
国家司法考试每年举办一次，2002年第一届司法考试因为全国初任法官考试、初任检察官考试和律师资格考试停考和首次考试过渡性的原因确定在3月举行，其余均选取每年九月的第三个星期六、星期日作为考试时间。
出于保证大学应届生参加考试的原因，故将每年考试的报名时间在七月。因为考试的的准备工作环节，如试卷运送、保管等工作可以避开“十一”假期，所以考试通常在每年九月举行（2008年受到汶川大地震影响，四川省部分地区的司法考试单独推迟考试）。

## 通过率
- 以前的律师资格考试，主要考察法条，相对近年的全部为案例式的题目较为容易。但是通过率仍然不高。
- 在2006-2010这些年间，为了配合经济形势，通过率特殊地高（俗称“放水年”[15][16]）。其中2008-2009的通过率逼近30%。实际上，考试并非按照考生的绝对分数给予总分的。例如，在低通过率的年份考获低分的，在高通过率年度就相当于高分通过。[17][15]
- 2011年开始通过率急剧下降（从20%降了一半到10%左右），尽管当年（2011年）的考试题目较前明显容易。
- 2012-2014年期间，考试难度突然提高，但是通过率反而再次下降到约7-8%以下。因此，这几年最难通过。
- 2015年，普遍发现卷四的成绩特高，许多卷二、三的成绩不及格的，卷四分数几乎达120-130，导致民法刑法不合格的却可以高分通过的奇特现象。官方一直不会正式公布通过率，但是，依据卷四的分数，2015年是又开始“放水”的年度。（备注：卷四实践发现是用来调节通过率的）[18]

香港澳门考生的通过率是1-2%（该数据包括了刚来自中国大陆的移民考生，真正香港澳門本地受教育的考生通过司法考试者非常少）。相對而言，台湾考生的通过率比港澳高得多。

## 成绩查询
司法考试的成绩通常于11月中下旬公布，理论上每年司法考试的合格分数线需要与最高人民法院与最高人民检察院商议。但每年实际的合格分数线均为360分，放宽报名学历条件地方合格分数线为315分。